# 아비사이
아비사이는 연합 이스라엘 왕국의 장수로 다윗 왕 시기에 활동했다. 스루야의 아들이자 다윗의 군대장관 요압의 동생이다.
스루야의 아들이자 요압의 동생으로 30인 부대의 우두머리로 창을 휘둘러 적군 300명을 찔러 죽이기도 했다.
이스보셋과의 기브온 전투 때 형 요압, 동생 아사헬과 함께 출전했다. 그리고 다윗의 이민족 정벌 때에도 출전해 '소금 골짜기'에서 에돔인 1만 8000명을 쳐 죽였다. 또한 요압과 함께 암몬과 아람에 맞서 암몬인들을 격파하기도 했다. 본명은 아비새이다